# 秘密の森〜深い闇の向こうに〜
『秘密の森〜深い闇の向こうに〜』（ひみつのもり〜ふかいやみのむこうに〜、朝: 비밀의 숲）は、韓国のテレビドラマ。tvNで2017年にシーズン1、2020年にシーズン2が放送された。

## 出演

### 主要人物
ファン・シモク
演 - チョ・スンウ
西部地検刑事3部検事。
ハン・ヨジン
演 - ペ・ドゥナ
龍山警察署強力班刑事。
ソ・ドンジェ
演 - イ・ジュニョク
西部地検刑事3部検事。
イ・チャンジュン
演 - ユ・ジェミョン
西部地検次長検事。イ・ユンボム会長の娘婿。
ヨン・ウンス
演 - シン・ヘソン
西部地検刑事3部検事。
イ・ヨンジェ
演 - ユン・セア
イ・ユンボム会長の娘、イ・チャンジュンの妻。
チェ・ビッ
演 - チョン・ヘジン
警察庁情報部長。
ウ・テハ
演 - チェ・ムソン
刑事法制団検事部長。

### 西部地検
ユン・セウォン
演 - イ・ギュヒョン
事件課課長。
カン・ウォンチョル
演 - パク・ソングン
刑事3部部長検事。
キム・ホソプ
演 - イ・テヒョン
シモクの検事室の捜査係長。
チェ・ヨン
演 - キム・ソラ
シモクの検事室の職員。

### 龍山警察署
キム・ウギョン
演 - チェ・ビョンモ
署長。イ・チャンジュンの同郷の友人。
チェ・ユンス
演 - チョン・ベス
強力班チーム長。
キム・スチャン
演 - パク・ジヌ
強力班刑事。
チャン・ゴン
演 - チェ・ジュウン
強力班刑事。ハン・ヨジン刑事に協力する。
パク・スンチャン
演 - ソン・ジホ
強力班刑事。

### ハンジョグループ
イ・ユンボム
演 - イ・ギョンヨン
ハンジョグループ会長。イ・チャンジュンの舅。
ウ・ビョンジュン
演 - チョン・ドングン
イ・ユンボムの秘書室長。

### その他
キム・ジョンボン
演 - ソ・ドンウォン
弁護士事務所事務長。シモクの中学時代の同級生。
パク・ムソン
演 - オム・ヒョソブ
サンファ建設社長。死体となっているところをシモクに発見される。
パク・ギョンワン
演 - チャン・ソンボム
パク・ムソンの息子。
ヨン・イルジェ
演 - イ・ホジェ
元法務部長官。ヨン・ウンス検事の父。
カン・ジンソプ
演 - ユン・ギョンホ
パク・ムソン事件の容疑者。
キム・ビョンヒョン
演 - テ・イノ
ソンムン日報社長。イ・ヨンジェの元許婚。